# Liste der Naturdenkmale in Morschen
Die Liste der Naturdenkmale in Morschen nennt die im Gebiet der Gemeinde Morschen im Schwalm-Eder-Kreis in Hessen gelegenen Naturdenkmale.
| Bild | Bezeichnung | Ortsteil, Lage                            | Beschreibung     | Art   | Nr.     |
| ---- | ----------- | ----------------------------------------- | ---------------- | ----- | ------- |
| BW   | 1 Linde     | Neumorschen 51° 3′ 45,3″ N, 9° 36′ 5,8″ O | auf dem Halberge | Linde | 634.751 |

## Belege
1. ↑  Anlage: Tabelle 3 - Naturdenkmale im Schwalm-Eder-Kreis. (PDF; 7,45 MB) der 2. Verordnung zur Änderung der Verordnung zum Schutze der Naturdenkmale im Schwalm-Eder-Kreis vom 28. 04. 1986, zuletzt geändert durch Verordnung vom 8. Mai 2007. Der Kreisausschuss des Schwalm-Eder-Kreises, 17. Dezember 2008, S. 30, abgerufen am 7. Februar 2017.

- Karte mit allen Koordinaten:
- OSM |
- WikiMap